# حصار الدرعية (1765)
تزعم عريعر بن دجين حملة كبرى سنة 1178 هـ/ 1765م بالتحالف مع حسن بن هبة الله المكرمي زعيم نجران ودهام بن دواس أمير الرياض وبعض أمراء نجد، وتلقت الدرعية ضربات من قوات نجران في معركة الحاير هددت بسقوط الدولة السعودية الناشئة وعقد الإمام محمد بن سعود والإمام محمد بن عبد الوهاب صلحاً مع أمير نجران فأوقف هجماته، ولكن قوات عريعر وصلت للدرعية وحاصرتها لمدة شهر كامل. بعدها قام عريعر بن دجين سنة 1188هـ / 1774م بهجوم على القصيم ونجح في إبعاد عبد الله بن حسن وتعيين راشد الدريبي آل أبوعليان، وكان ينوي شن هجوم على الدرعية ولكنه توفي بعد شهرين من انسحابه من بريدة. في الأحساء عقب الخلاف والصراع بين زعماء بني خالد، وبعد وفاة عريعر بن دجين تولى سعدون بن عريعر الحكم.